# 녹말국수

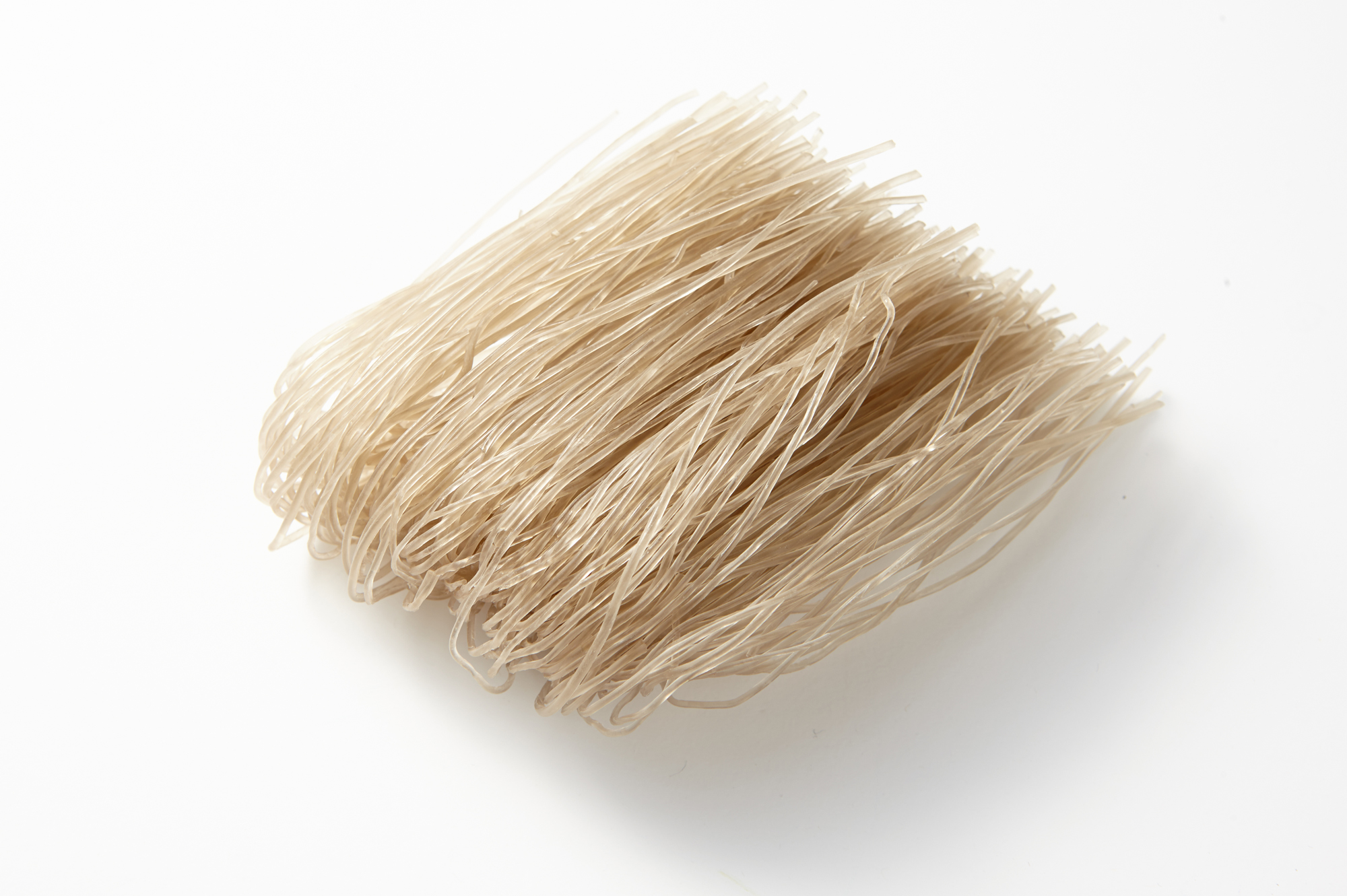
고구마당면

녹말국수는 녹말로 만든 국수이다.

## 종류
- 감자국수(감자녹말국수): 감자당면(분모자, 중국당면), 쫄면사리, 함흥냉면사리
- 고구마국수(고구마녹말국수): 고구마당면
- 녹두국수(녹두녹말국수): 녹두당면, 수면, 창면, 화면
- 칡국수(칡녹말국수): 구즈키리, 칡냉면사리

## 같이 보기
- 묵
- 실곤약